# Gloydius monticola
Gloydius monticola (Щитомордник гірський) — вид змій з родини Гадюкові.

## Поширення
Це отруйна змія середніх розмірів, що мешкає в гірських районах північно-західній провінції Юньнань в Китаї. Зустріти її можна високо в горах на висоті 3600-4000 м.

## Опис
Дорослі особини зазвичай до 70 см завдожки. Є 19 рядів спинних лусок. Кількість підчеревних лусок — 140. Кількість підхвостових — 32 пари. Забарвлення зазвичай темно-сіре, темно-коричневе або чорне. Спинний візерунок майже не помітний. Є тонкі білі мітки на морді, підборідді, а також на кінчику хвоста. Дитинчата мають зеленуватий або жовтуватий відтінок.